# District de Xinghualing
Le district de Xinghualing (杏花岭区 ; pinyin : Xìnghuālǐng Qū) est une subdivision administrative de la province du Shanxi en Chine. Il est placé sous la juridiction de la ville-préfecture de Taiyuan.
Xinhualing a été un élément fondamental de la ville de Taiyuan depuis la dynastie des Ming.